# Retour d'expérience
Le retour d’expérience (parfois abrégé REX ou RETEX) est l’enrichissement des connaissances pour un individu ou une organisation apprenante (entreprise, administration, ONG, armée, etc.). 
Il vise à capitaliser les leçons à tirer de réussites ou d’échecs passés ou actuels de manière à réduire la vulnérabilité ou à augmenter les capacités de résilience d’une entité humaine, d’une organisation, d’un écosystème ou d’habitats naturels.

## Contexte
Il est une des étapes de base de la méthode expérimentale, qui s’appuie sur un protocole scientifique et des expériences.
Dans le domaine de la qualité et de la prévention, le retour d’expérience fait le lien entre la théorie et la pratique. Il fait partie des démarches dites « de bon sens » et, de manière plus approfondie, du processus de formation de l’expertise et de la vigilance organisationnelle,,, etc.

## Comment se pratique le retour d’expérience
Le retour d’expérience porte surtout sur les incidents, quasi-accidents, accidents, accidents majeurs et crises, ou le cas échéant sur des simulations de crises, exercices de crise… Il se pratique grâce à une analyse formalisée d’expériences subies ou volontairement organisées. Il met en place « une démarche organisée et systématique de recueil et d’exploitation des signaux que donne un système », de manière à faire profiter l’entité qui le pratique des erreurs et des innovations ou progrès (techniques, méthodologiques, organisationnels…) présents ou passés, « pour mieux maîtriser l’avenir », les risques et les crises. Les expériences peuvent être positives, neutres ou négatives. Selon les cas, les « retours » peuvent être fournis par l’entité elle-même (le personnel d’une entreprise par exemple), ou par des clients ou usagers de service externes à cette entité.

## Limites et difficultés
Elles varient selon les domaines et les capacités d’une organisation à apprendre d’une crise. Elles peuvent être importantes dans les domaines émergents ou les crises induites par un problème émergent (maladie nouvelle par exemple).
Par ailleurs, les retours d’expérience doivent se faire sur la base d’une analyse des enjeux fine et opérationnelle ; des organisations ont parfois coûteusement constitué de lourdes bases de données de retours, qui n’ont finalement pas été utiles, les marges de progrès étant ailleurs que dans les domaines analysés.
Le niveau de réputation en termes de culture du risque et de la sûreté n’exclut pas des difficultés à apprendre du « retour d’expérience » (REX), même quand il semble systématiquement et très méthodiquement intégré dans la culture d'entreprise. Un exemple souvent donné à ce propos est celui qu’a vécu la NASA. Ce mécanisme générique d’apprentissage, de maîtrise des risques et d’amélioration continue, bien que largement diffusé dans les services et les formations du personnel, n’a pas pu éviter l’explosion de la navette spatiale Columbia malgré les leçons qui ont été tirées par la NASA de l’explosion de la navette spatiale Challenger. Le REX est souvent focalisé sur le facteur technique (qui facilite l’acquisition, la mise en forme, en bases de données socio-techniques et l’évaluation de données concrètes et mesurables) en sous-estimant le facteur humain (plus difficile à mesurer et prédire) et le facteur organisationnel, qui dépend beaucoup de l’humain (FOH, ou « facteurs organisationnels et humains »).
En particulier, l’expérience a montré que, notamment dans les entreprises ou organisations ayant déjà atteint un très haut niveau de sécurité (armée, NASA, nucléaire, hôpitaux…), persistent des difficultés d’ambiguïté de perception ou de non-perception des signaux faibles (menace peu visible, ou qu’on « préfère ne pas voir »), de mobilisation de personnes ou de groupes par exemple « autour d’événements fréquents et relevant du fonctionnement opérationnel « normal » ». Les acteurs (dont le « lanceur d'alerte ») peinent souvent à faire remonter les alertes dans une hiérarchie pyramidale où chaque légitimité est réduite par le niveau supérieur. Une sous-estimation des conséquences potentielles des précurseurs d’évènement graves est fréquente de même qu’une sous-estimation de la gravité de la conjonction de deux facteurs de risques ou plus. Des mécanismes complexes de déni du risque existent où l’impression de sûreté peut jouer un rôle (trop grande confiance dans le système en place). Il existe en outre de nombreuses idées reçues qui empêchent de remettre en cause certains comportements à risques. En outre, des « filtrages » (plus ou moins inévitables) sont dus aux cultures du secret et de la confidentialité, ainsi qu’aux particularismes techniques de certains signaux à collecter et aux outils de stockage de ces signaux (« On ne voit que ce que l’on recherche »).

## Dans l'entreprise
Dans l’entreprise et l’industrie, il est souvent exprimé de manière abrégée par « REX » (à l’écrit ou à l’oral). Dans les armées françaises, on parle plutôt de « RETEX ».

## Enjeux du retour d'expérience
Il permet de se confronter à la réalité du monde, qui peut différer de ce que les ingénieurs ou concepteurs de services avaient imaginé, notamment dans le domaine complexe du vivant (exemples : radiothérapie, médecine, médicaments, pesticides, écologie, etc.).
Il intéresse notamment les industries de procédés.
Dans le domaine de l’accidentologie et de la sécurité (des transports par exemple), l’analyse des accidents et des incidents permet théoriquement une amélioration continue de la sécurité.
Dans le monde de l’économie et de l’entreprise, il est aujourd’hui vital d’exploiter au mieux les connaissances intrinsèques des personnes et des équipes, principale richesse adaptative de l’entreprise, pour faire face à la concurrence ou améliorer la productivité et la qualité de vie au travail, ou la santé au travail.
De manière générale, les organisations doivent constamment ou régulièrement évoluer pour s’adapter aux changements de l’environnement, éventuellement améliorer leur réactivité, la qualité de leurs produits et services, leur capacité à être innovante et leur gestion des savoirs et savoir-faire interne.
C’est aussi un thème central dans la conception d’un système expert.